# Neotaenioglossa
Neotaenioglossa är en ordning av snäckor. Neotaenioglossa ingår i klassen snäckor, fylumet blötdjur och riket djur. Enligt Catalogue of Life omfattar ordningen Neotaenioglossa 2230 arter.

## Bildgalleri

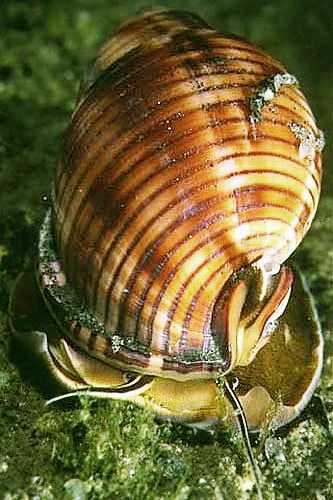
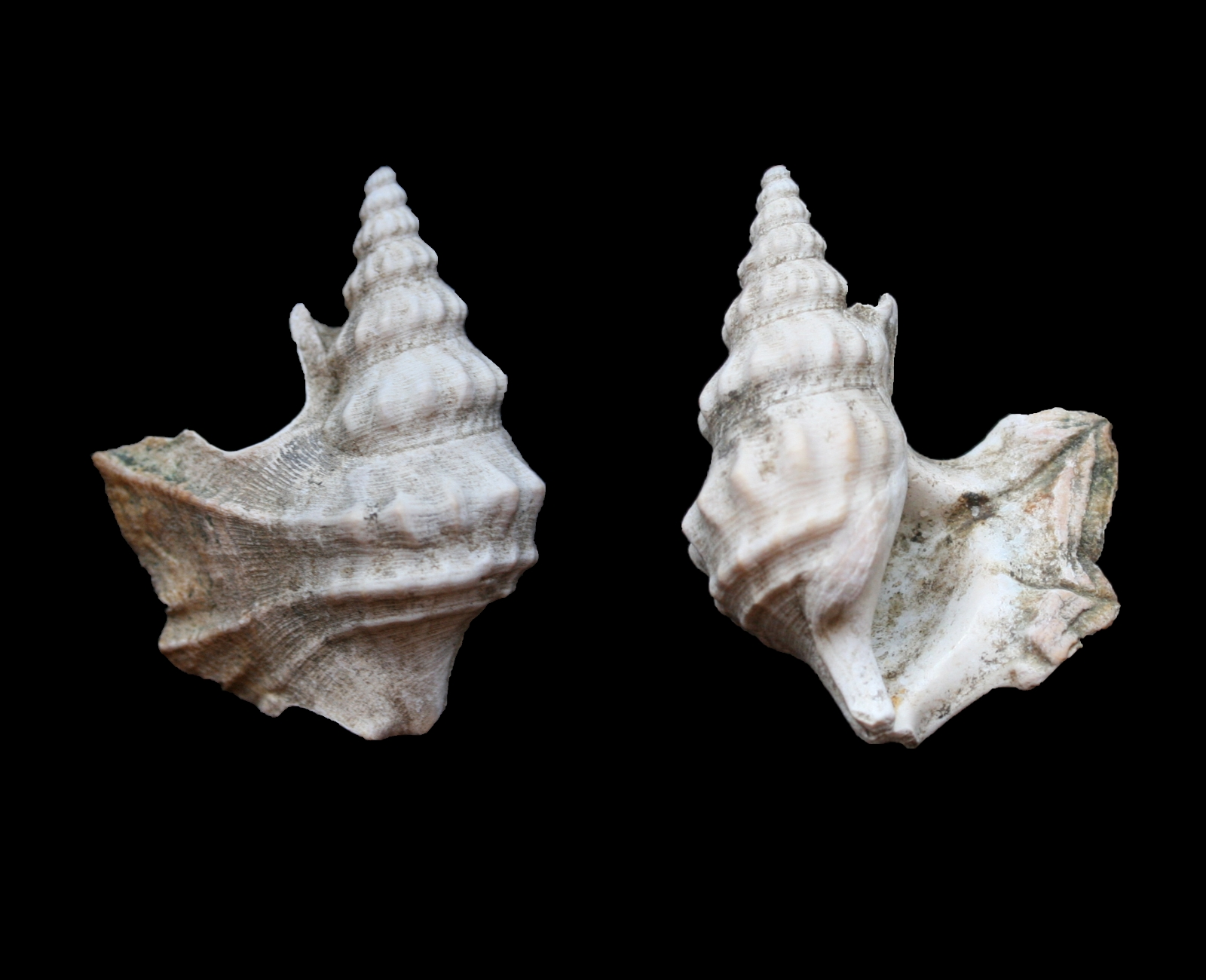
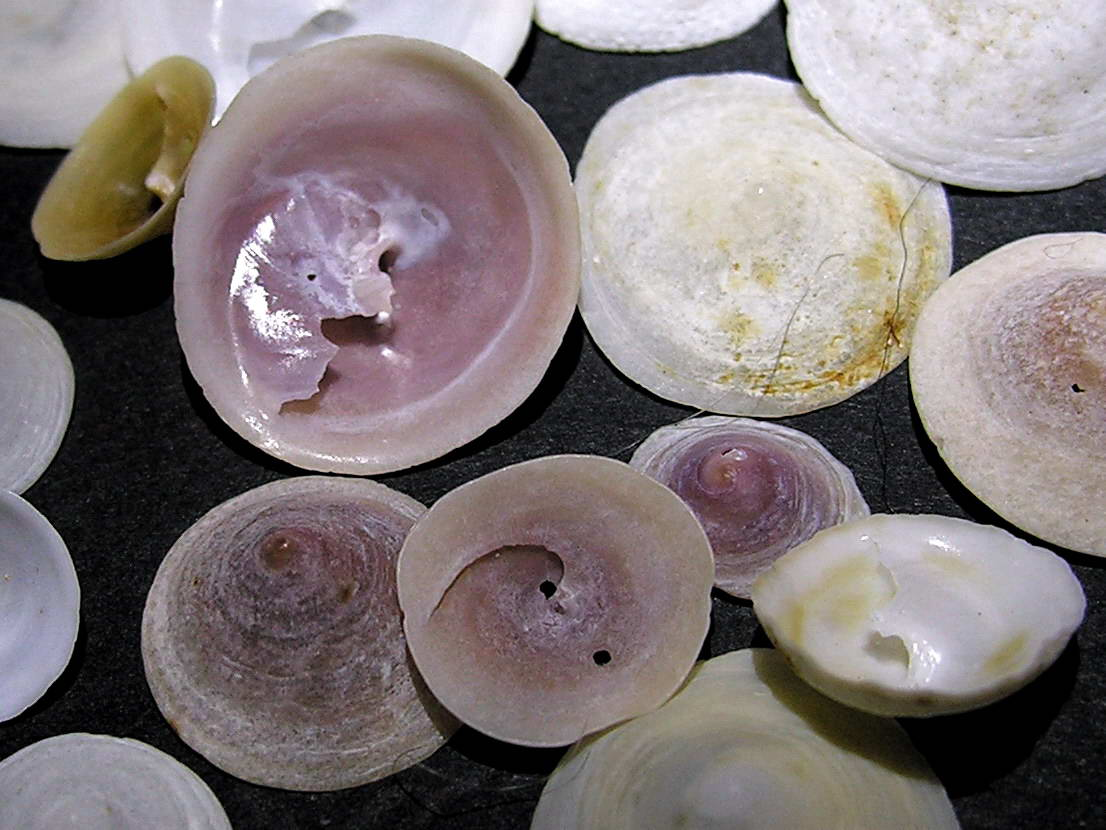
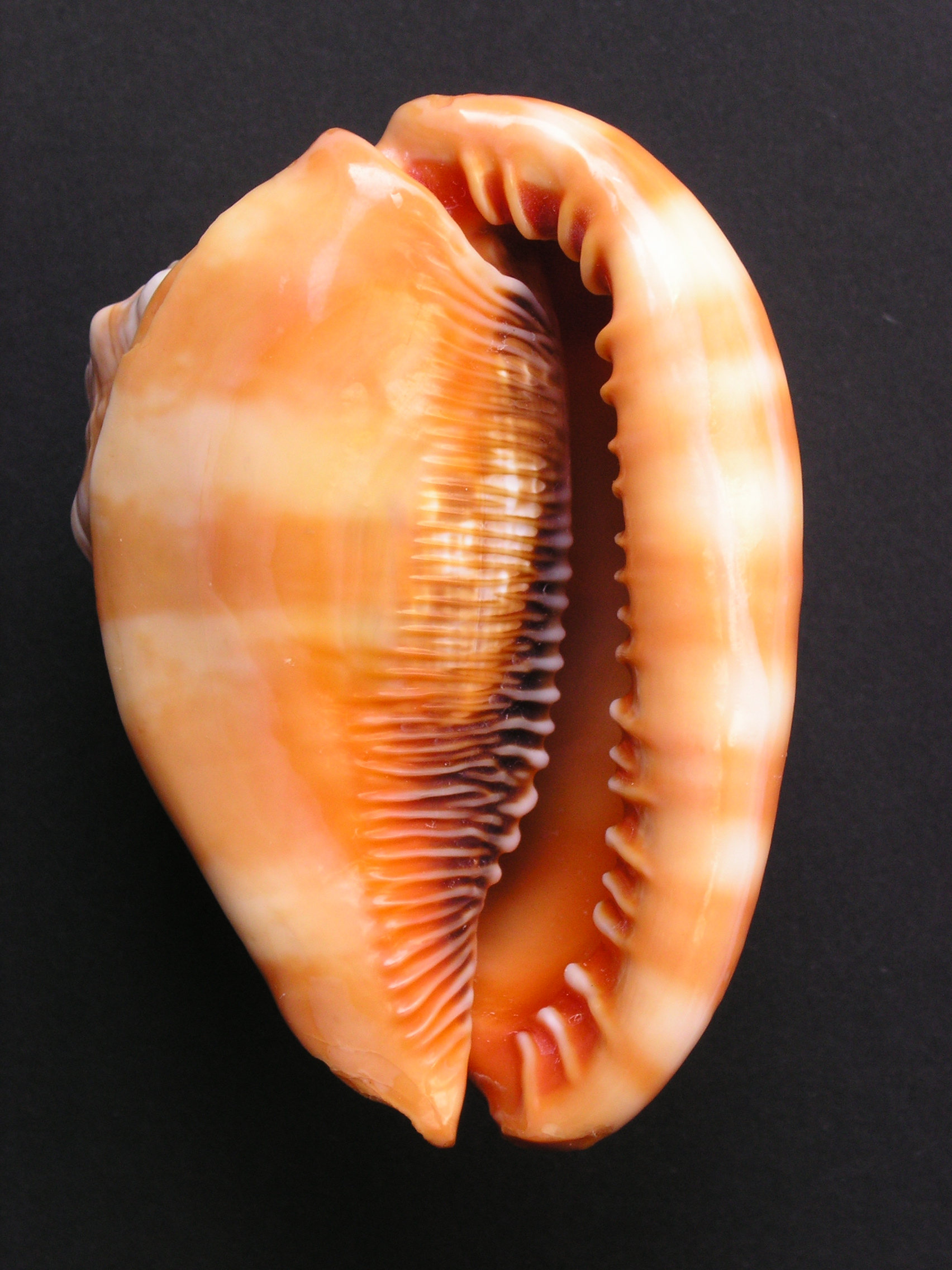
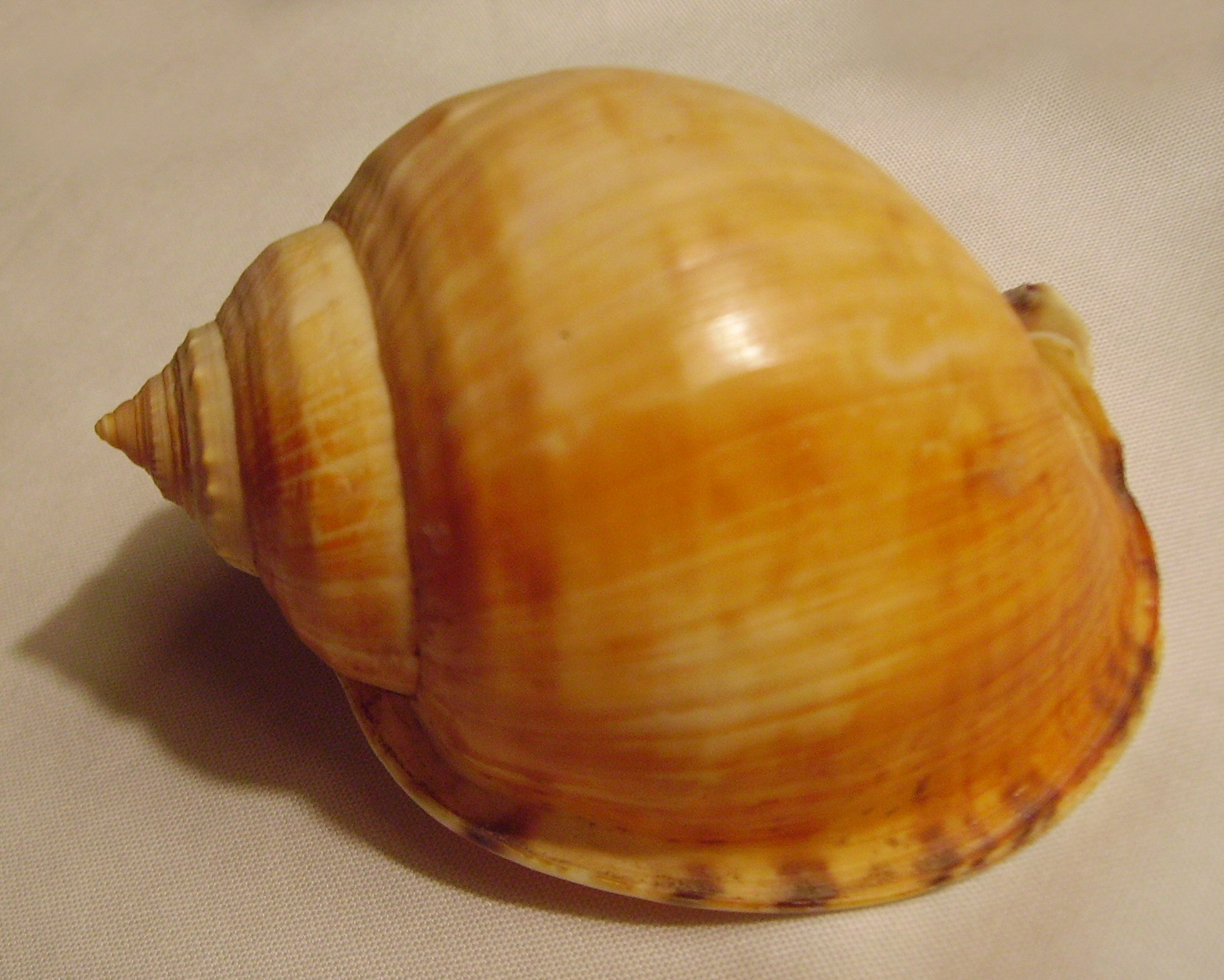
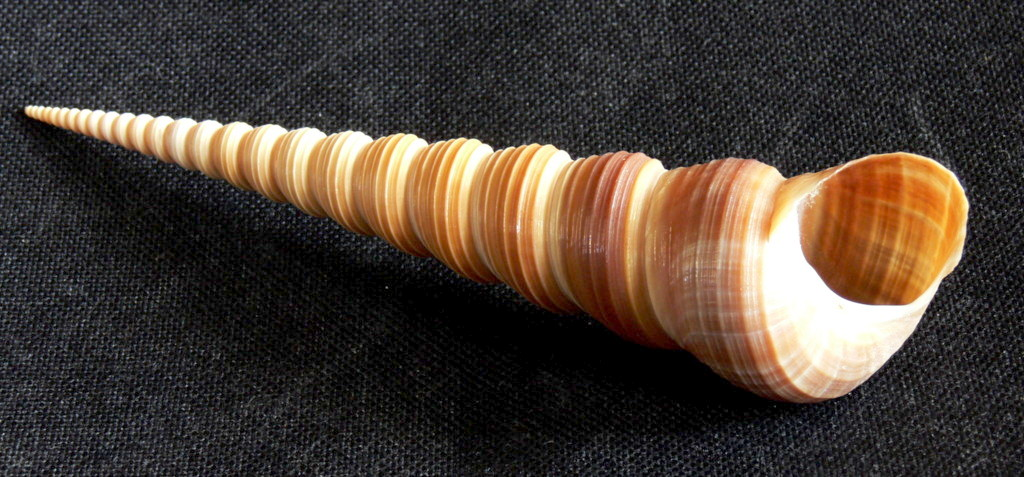

## Dottertaxa till Neotaenioglossa, i alfabetisk ordning[1]
- Aclididae
- Anabathridae
- Annulariidae
- Aporrhaididae
- Assimineidae
- Atlantidae
- Barleeidae
- Barleeiidae
- Batillariidae
- Bithyniidae
- Bursidae
- Caecidae
- Calyptraeidae
- Capulidae
- Carinariidae
- Cassidae
- Cerithiidae
- Cerithiopsidae
- Cypraeidae
- Eatoniellidae
- Elachisinidae
- Epitoniidae
- Eulimidae
- Falsicingulidae
- Ficidae
- Haloceratidae
- Hipponicidae
- Hydrobiidae
- Iravadiidae
- Janthinidae
- Lamellariidae
- Laubierinidae
- Litiopidae
- Littorinidae
- Melanopsidae
- Modulidae
- Naticidae
- Obtortionidae
- Ovulidae
- Pelycidiidae
- Personidae
- Pickworthiidae
- Pisanianuridae
- Planaxidae
- Pleuroceridae
- Potamididae
- Pterotracheidae
- Ranellidae
- Rastodentidae
- Rissoidae
- Siliquariidae
- Skeneopsidae
- Strombidae
- Struthiolariidae
- Thalassocynidae
- Thiaridae
- Tonnidae
- Tornidae
- Triforidae
- Triphoridae
- Triviidae
- Truncatellidae
- Turritellidae
- Vanikoridae
- Velutinidae
- Vermetidae
- Vitrinellidae
- Xenophoridae
- Zerotulidae